# آلوارو کایه
آلوارو کایه (اسپانیایی: Álvaro Calle‎؛ زادهٔ ۲۵ مهٔ ۱۹۵۳) بازیکن فوتبال اهل کلمبیا بود.
از باشگاه‌هایی که در آن بازی کرده‌است می‌توان به باشگاه فوتبال ایندپندینته مدئین اشاره کرد.